# Péninsule de Jandía
Pour les articles homonymes, voir Jandía (homonymie).
La péninsule de Jandía, en espagnol península de Jandía, est une péninsule d'Espagne située dans les îles Canaries et formant l'extrémité Sud-Ouest de l'île de Fuerteventura. Essentiellement montagneuse et culminant au pic de la Zarza à 814 mètres d'altitude, elle est en grande partie incluse dans le parc naturel de Jandía.

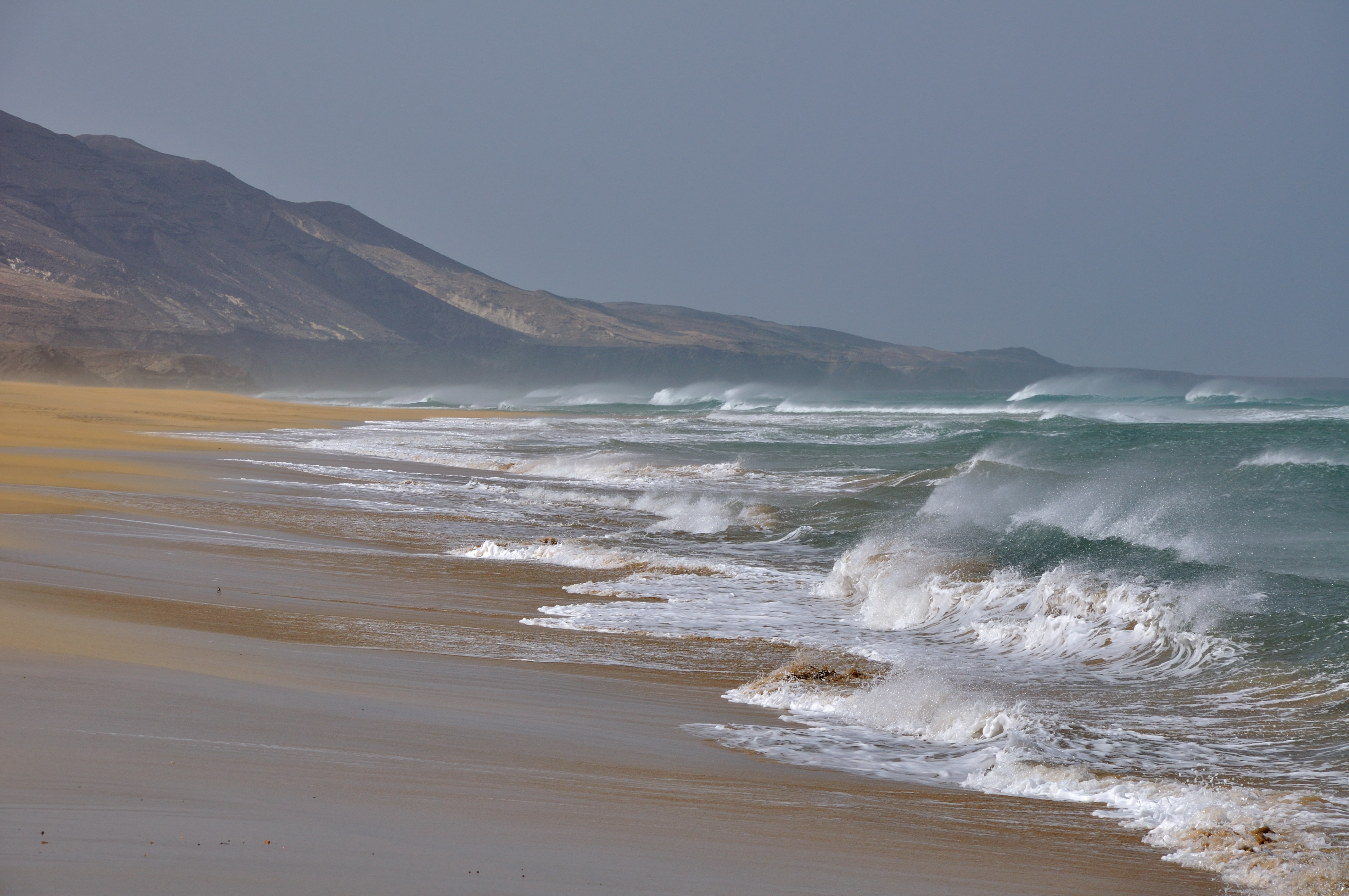
La plage de Cofete, au nord.
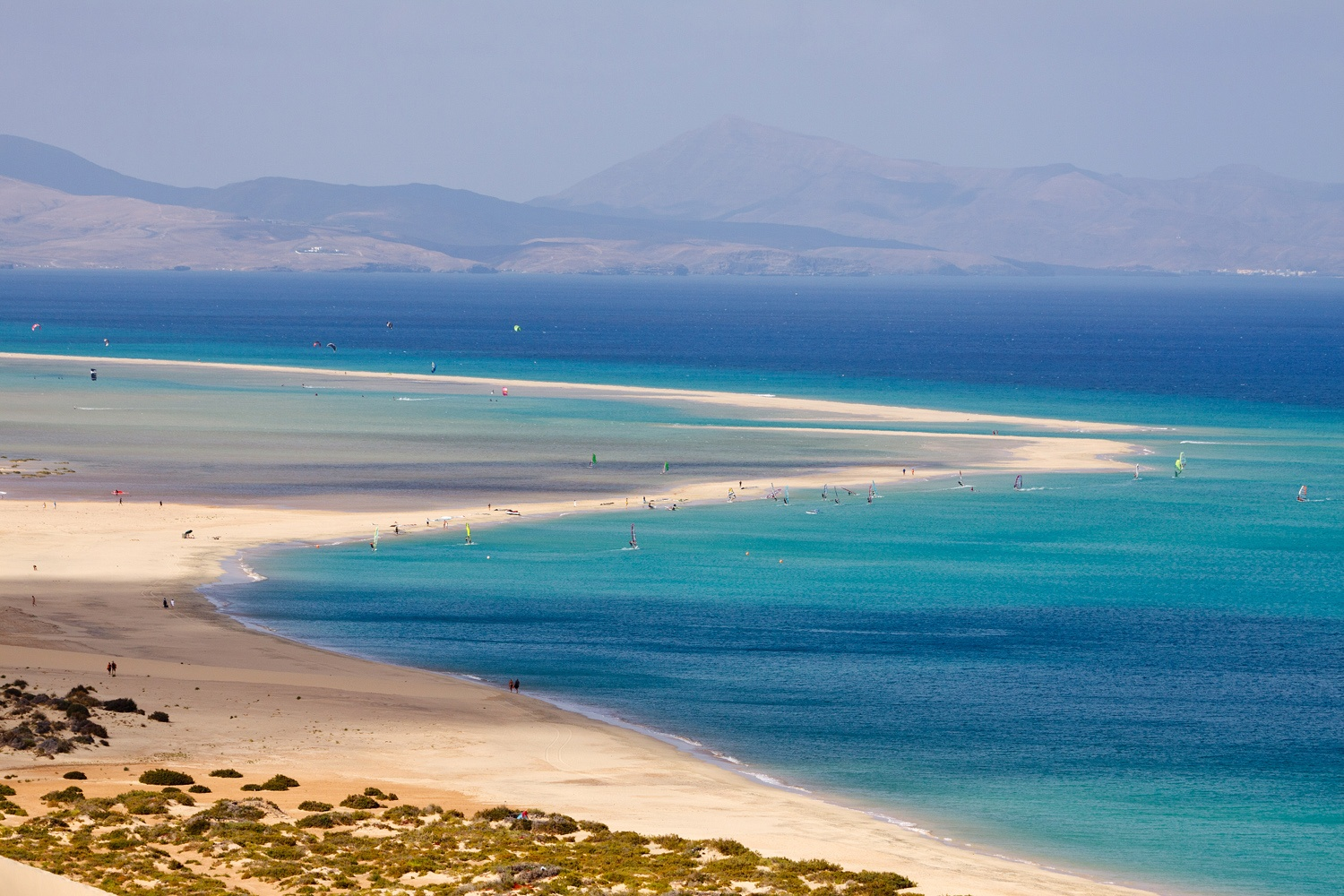
La plage de Sotavento, au sud.
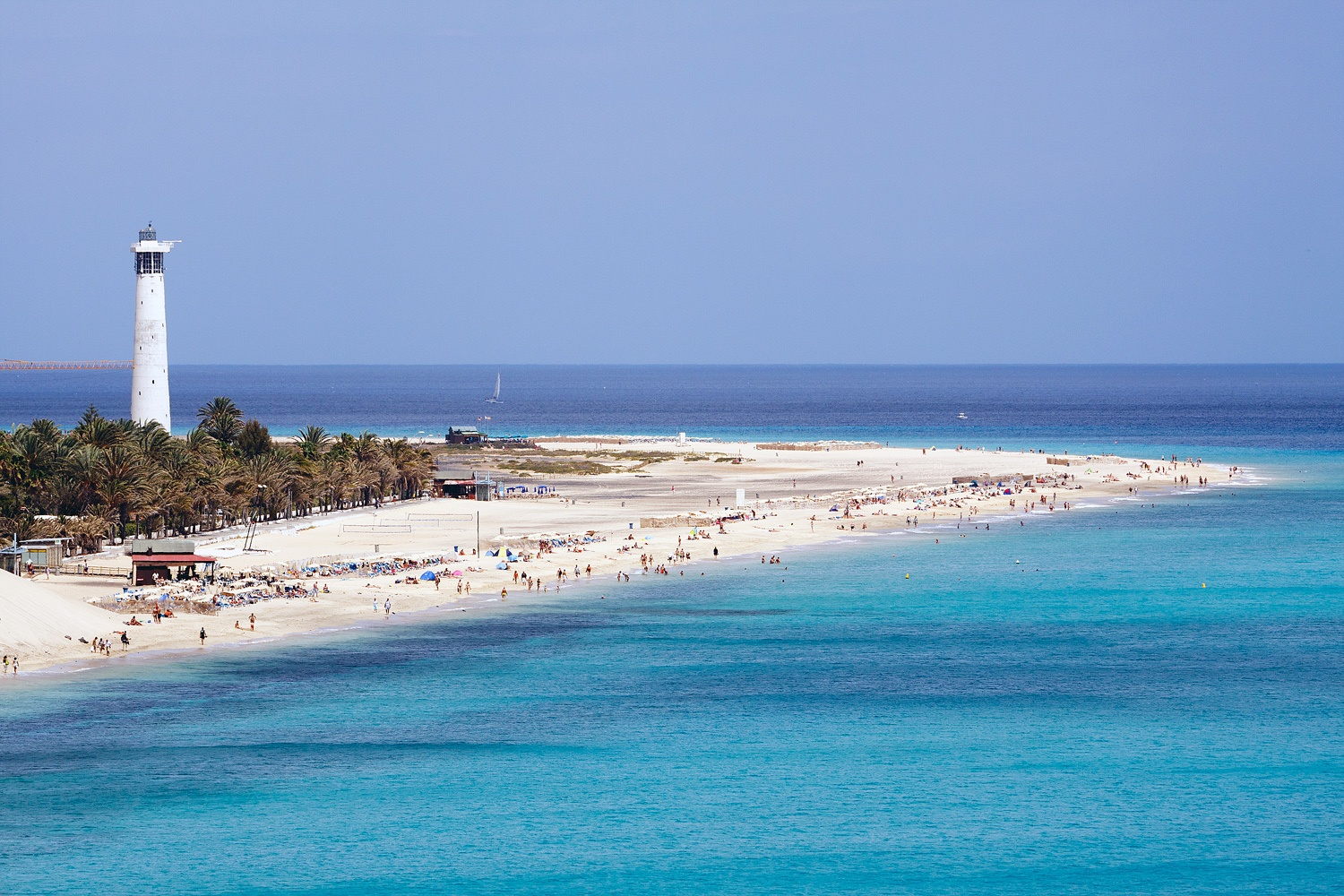
La plage et le phare de Morro Jable.